# Chương trình Thần Châu
Chương trình Thần Châu (tiếng Trung: 神舟; bính âm: Shénzhōu) là chương trình không gian có người điều khiển của Cộng hòa Nhân dân Trung Hoa. Nó chở công dân CHNDTH đầu tiên vào quỹ đạo ngày 15 tháng 10 năm 2003.
Chương trình này bắt đầu từ năm 1992 dưới tên Dự án 921-1. Chương trình không gian chở người quốc gia Trung Quốc được gọi Dự án 921; mục tiêu chính đầu tiên được gọi Dự án 921-1. Chương trình này kế hoạch phóng lên với người lái vào tháng 10 năm 1999, trước thế kỷ mới..
Tàu vũ trụ Thần Châu thì được thực hiện dựa trên thiết kế và cấu tạo của tàu vũ trụ Soyuz của Nga. Bốn phi vụ đầu tiên không có người lái và xảy ra vào các năm 1999, 2001, và 2002. Sau các phi vụ này có một chuyến bay chở người ngày năm 2003. Nó sử dụng tên lửa Trường Chinh 2F, được phóng lên từ Trung tâm phóng vệ tinh Tửu Tuyền. Trung tâm chỉ huy của phi vụ là Trung tâm kiểm soát không gian vũ trụ Bắc Kinh.
Tên của chương trình này bắt nguồn từ một tên gọi Trung Quốc đồng âm (tiếng Trung: 神州; bính âm: Shénzhōu), có nghĩa "đất nước thần thánh".

## Các phi vụ đã thực hiện
|                                 | Phi vụ       | Ngày phóng  | Thời gian         | Ngày đáp   | Phi hành gia                                  | Ghi chú                                                                    |
| ------------------------------- | ------------ | ----------- | ----------------- | ---------- | --------------------------------------------- | -------------------------------------------------------------------------- |
|                                 | Thần Châu 1  | 19/11/1999  | 21 giờ 11 phút    | 20/11/1999 | —                                             | thử nghiệm                                                                 |
|                                 | Thần Châu 2  | 9/01/2001   | 7 ngày 10 g 22 p  | 16/01/2001 | —                                             | Mang theo tải trọng khoa học bao gồm khỉ, chó, thỏ và các động vật khác.   |
|                                 | Thần Châu 3  | 25/03/2002  | 6 ngày 18 g 51 p  | 1/04/2002  | —                                             |                                                                            |
|                                 | Thần Châu 4  | 29/12/ 2002 | 6 ngày 18 g 36 p  | 5/01/2003  | —                                             | Thực hiện một số thí nghiệm khoa học.                                      |
| Tập tin:Shenzhou 5 insignia.PNG | Thần Châu 5  | 15/10/2003  | 21 g 22 p 45 giây | 15/10/2003 | Dương Lợi Vĩ                                  | Chuyến bay có người lái đầu tiên của Trung Quốc, 14 vòng quỹ đạo trái đất. |
|                                 | Thần Châu 6  | 12/10/2005  | 4 ngày 19 g 33 p  | 16/10/2005 | Phí Tuấn Long Niếp Hải Thắng                  | 75 vòng quỹ đạo trái đất.                                                  |
|                                 | Thần Châu 7  | 25/09/2008  | 2 ngày 20 g 27 p  | 28/09/2008 | Địch Chí Cương Lưu Bá Minh Cảnh Hải Bằng      |                                                                            |
|                                 | Thần Châu 8  | 31/10/2011  | 16 ngày 13 g 34 p | 17/11/2011 | —                                             | Vận chuyển Thiên Cung 1                                                    |
|                                 | Thần Châu 9  | 16/06/2012  | 12 ngày 15 g 24 p | 29/06/2012 | Cảnh Hải Bằng Lưu Vượng Lưu Dương             | Chuyến bay với nữ phi hành gia Trung Quốc đầu tiên                         |
|                                 | Thần Châu 10 | 11/06/2013  | 14 ngày 14 g 29 p | 26/06/2013 | Niếp Hải Thắng Trương Hiểu Quang Vương Á Bình |                                                                            |
|                                 | Thần Châu 11 | 17/10/2016  | 33 ngày           | 18/11/2016 | Cảnh Hải Bằng Trần Đông                       | Kết nối với Thiên Cung 2                                                   |
|                                 | Thần Châu 12 | 17/06/2021  | 92 ngày           | 17/09/2021 | Niếp Hải Thắng Lưu Bá Minh Thang Hồng Ba      | Kết nối với Trạm không gian Thiên Cung                                     |
|                                 | Thần Châu 13 | 15/10/2021  |                   |            | Địch Chí Cương Vương Á Bình Diệp Quang Phú    | Kết nối với Trạm không gian Thiên Cung                                     |

Thần châu 12 mang 3 phi hành gia đã phóng vào tháng 6 năm 2021
Thần châu 13 sẽ mang 3 phi hành gia vào không gian vào tháng 10 năm 2021